# Pervomaiski (Goriatxi Kliutx)
Pervomaiski - Первомайский (rus) és un possiólok del krai de Krasnodar, a Rússia. Es troba a la vora d'un afluent del riu Aptxas, afluent del riu Kuban. És a 16 km al nord-est de Goriatxi Kliutx i a 46 km al sud-est de Krasnodar.
Pertanyen a aquest possiólok les stanitses de Kutaïsskaia i Txernomórskaia.